# Klobouky u Brna
Klobouky u Brna är en stad i Tjeckien.   Den ligger i regionen Södra Mähren, i den sydöstra delen av landet, 220 km sydost om huvudstaden Prag. Klobouky u Brna ligger 220 meter över havet och antalet invånare är 2 227.
Terrängen runt Klobouky u Brna är platt. Runt Klobouky u Brna är det ganska tätbefolkat, med 96 invånare per kvadratkilometer. Närmaste större samhälle är Kyjov, 19,0 km öster om Klobouky u Brna. Trakten runt Klobouky u Brna består till största delen av jordbruksmark.